# Private Snafu
Private Snafu es el personaje principal de una serie de cortometrajes de animación para adultos en blanco y negro, de tono irónico y humorístico, que se produjeron entre 1943 y 1945 durante la Segunda Guerra Mundial. Las películas fueron diseñadas para instruir al personal de servicio sobre seguridad, hábitos sanitarios adecuados, trampas explosivas y otros temas militares, y para mejorar la moral de las tropas. Principalmente, demuestran las consecuencias negativas de hacer las cosas mal. El nombre del personaje principal es un acrónimo en la jerga militar SNAFU, "Situación Normal: Todo jodido". 
La serie fue dirigida por Chuck Jones y otros prominentes animadores de Hollywood, y la voz del Soldado Snafu fue interpretada por Mel Blanc. 

## Antecedentes
El personaje fue creado por el director Frank Capra, presidente de la Primera Unidad Cinematográfica de la Fuerza Aérea de los EE. UU., y la mayoría fueron escritos por Theodor "Dr. Seuss" Geisel, Philip D. Eastman y Munro Leaf. Aunque el Ejército de los Estados Unidos le dio a Walt Disney la primera oportunidad de crear los dibujos animados, Leon Schlesinger, del estudio de animación Warner Bros, ofreció dos tercios menos que Disney y ganó el contrato. Disney también exigía la propiedad exclusiva del personaje y los derechos de comercialización. Los dibujos animados representaban así una colaboración de múltiples talentos de algunos de los mejores de América en sus respectivos campos, algo común en el esfuerzo de la guerra. 
El objetivo era ayudar a los hombres alistados con poca capacidad de lectura y escritura a aprender a través de los dibujos animados (y también de los cómics suplementarios). Presentaban un lenguaje simple, ilustraciones picantes, blasfemia leve y moralidad sutil. El soldado Snafu hizo (casi) todo mal, de modo que su ejemplo negativo enseñó lecciones básicas sobre el secreto, la prevención de enfermedades y los protocolos militares adecuados.
Los dibujos animados del soldado Snafu eran un secreto militar, sólo para las fuerzas armadas. Las encuestas para determinar los favoritos de los soldados mostraron que los dibujos de Snafu normalmente se clasificaban como las más altas puntuaciones o las segundas más altas. Cada corto fue producido en seis semanas. Los cortos eran documentos clasificados del gobierno. Martha Sigall, empleada del departamento de tinta y pintura, recordaba las medidas de seguridad del gobierno impuestas al personal que trabajaba en ellos. Había que tomarles las huellas dactilares y darles autorización de seguridad del FBI. También tenían que llevar tarjetas de identificación en el trabajo. A los trabajadores del departamento de tinta y pintura se les daban sólo diez cels a la vez intentando evitar que se descubriera el contenido de la historia.
El nombre "Private Snafu" proviene del acrónimo militar no oficial SNAFU ("Situation Normal: All Fucked Up"), con el narrador inicial en la primera viñeta simplemente insinuando su significado habitual como "Situation Normal, All". . . All Fouled Up! "

## Contenido
Los cortometrajes no tenían que ser sometidos a la aprobación de la Administración del Código de Producción y por lo tanto no estaban sujetos al Código de Producción Cinematográfica. La mayoría de los cortos de Private Snafu son educativos, y aunque el Departamento de Guerra tenía que aprobar los guiones gráficos, a los directores de la Warner se les permitía una gran libertad para que los dibujos animados fuesen entretenidos. A través de su comportamiento irresponsable, Snafu demuestra a los soldados lo que no deben hacer en la guerra. En Private Snafu vs. Malaria Mike, por ejemplo, Snafu no toma sus medicamentos contra la malaria o no usa su repelente, permitiendo que un mosquito lo atrape literalmente. En Espías, Snafu filtra información clasificada poco a poco hasta que los enemigos del Eje la reconstruyen, emboscan su nave de transporte y literalmente lo vuelan en pedazos. Seis de los cortos de Snafu terminan con él muerto por su estupidez: Espías (volado por torpedos submarinos enemigos), Trampas explosivas (volado por una bomba escondida dentro de un piano), El ladrillo de oro (atropellado por un tanque enemigo), Una conferencia sobre el camuflaje (una gran bomba enemiga le cae encima), Soldado Snafu vs. Malaria Mike (malaria), y Volviendo a casa (atropellado por un tranvía). 
Nueve de los cortos de Snafu presentan un personaje llamado Technical Fairy, First Class. Technical Fairy es un soldado en miniatura, sin afeitar, fumador de cigarros, cuyas alas de hada llevan la insignia de un sargento técnico, y que sólo lleva calcetines, pantalones cortos y un sombrero como uniforme. Cuando aparece, concede los deseos de Snafu, la mayoría de los cuales implican saltarse el protocolo o intentar hacer las cosas de forma rápida y descuidada. Los resultados suelen terminar en desastre, con Technical Fairy enseñando a Snafu una valiosa lección sobre el procedimiento militar adecuado. Por ejemplo, en la caricatura de 1944 Snafuperman, Technical Fairy transforma al soldado Snafu en el superhéroe Snafuperman, que lleva la torpeza a un nivel superpoderoso por su descuido. 
Sin embargo, más tarde en la guerra, las payasadas de Snafu se parecieron más a las de su compañero de Warner, Bugs Bunny, un héroe inteligente que se enfrenta al enemigo de frente. Las caricaturas estaban destinadas a un público de soldados (como parte del noticiero quincenal de la revista Army-Navy Screen), por lo que son bastante arriesgadas para los estándares de la década de 1940, con maldiciones menores, soldados desnudos y muchas mujeres apenas vestidas (e incluso semidesnudas). Las representaciones de los japoneses y los alemanes son hostiles y cómicas, como en los Estados Unidos en tiempos de guerra. 
Los cortometrajes de Snafu son notables porque fueron producidos durante la Edad de Oro de la animación de Warner Bros. Directores como Chuck Jones, Friz Freleng, Bob Clampett y Frank Tashlin trabajaron en ellos, y sus estilos característicos están al máximo nivel. P. D. Eastman fue escritor y artista de guiones gráficos para los cortos de Snafu. Las caracterizaciones de voz fueron proporcionadas por el célebre Mel Blanc (la voz del soldado Snafu era similar a la caracterización del Bugs Bunny de Blanc, y el propio Bugs hizo cameos en los episodios de Snafu Gas y Three Brothers). Hacia el final de la guerra, otros estudios comenzaron a producir también cortos de Snafu, aunque algunos de ellos nunca llegaron al celuloide antes de que terminara la guerra. Gracias a las películas de Snafu se mantuvieron abiertos los estudios de animación durante la guerra, produciendo tales películas de entrenamiento, los estudios fueron declarados una industria esencial. 
Desde entonces, el personaje ha hecho un par de breves cameos: el episodio de Animaniacs "Boot Camping" tiene un personaje muy parecido a Private Snafu, y el episodio de Futurama "I Dated a Robot" muestra a Private Snafu en la pantalla de vídeo montada en un edificio durante unos segundos en los créditos de apertura. 
Aunque Private Snafu nunca fue oficialmente un personaje de dibujos animados cuando se lanzó la serie en 1943 (con el primer corto Coming! Snafu, dirigido por Chuck Jones), un proto-Snafu aparece, sin nombre y en color, en el dibujo animado The Draft Horse de Jones, estrenado en salas de cine un año antes, el 9 de mayo de 1942. Esta aparición serviría como base para el personaje de Snafu en la serie. 
La 24ª película de la serie, Going Home, producida en 1945, nunca se estrenó. La premisa era qué daño podría producirse si un soldado de permiso hablase demasiado sobre las operaciones militares de su unidad. En la película, Snafu habla con su novia de un "arma secreta" que era inquietantemente (e involuntariamente) similar a las bombas atómicas que se estaban desarrollando y que fueron lanzadas sobre Hiroshima y Nagasaki. 
En 1946, se planificó una serie de dibujos animados para la Armada con el hermano del soldado Snafu, "Seaman Tarfu" (por " Things Are Really Fucked Up" - Las cosas están realmente jodidas - en español), pero la guerra llegó a su fin y el proyecto nunca se materializó, salvo por un solo dibujo animado titulado "El soldado Snafu presenta al marinero Tarfu en la Armada". En el dibujo animado Tres hermanos, se revela que Snafu tiene dos hermanos, un cuidador de palomas mensajeras llamado Tarfu y un entrenador de perros llamado Fubar (por "Fucked Up Beyond All Recognition" Jodido más allá de todo reconocimiento, en español). 

## Disponibilidad
Como trabajo ahora desclasificado del gobierno de los Estados Unidos, los cortos de Private Snafu son de dominio público y, por lo tanto, están disponibles gratuitamente en numerosos lugares, incluidos YouTube y el Internet Archive. 
Además, Warner Home Video ha comenzado a incluir cortos de Private Snafu como material extra en su colección dorada de Looney Tunes. Otros DVDs comerciales están disponibles en Thunderbean Animation, que lanzó un DVD que contiene todos los dibujos animados de Snafu titulado Private Snafu Golden Classics, y Bosko Video. 
Al menos uno de los cortos del Soldado Snafu se usó como pieza de exhibición: El corto Espías fue usado para la exhibición de la Segunda Guerra Mundial en el Museo Internacional de Espías.

## Impacto en la literatura infantil.
Según un estudio de posguerra de los dibujos animados de Snafu, las experiencias en tiempos de guerra de los autores Theodor Geisel (Dr. Seuss), Philip D. Eastman y Munro Leaf dieron forma a sus exitosos libros infantiles de posguerra, especialmente el uso de un lenguaje sencillo, y algunos de los temas. El Dr. Seuss escribió The Cat in the Hat (1957) porque Geisel creía que los ampliamente utilizados libros de iniciación de Dick y Jane eran demasiado aburridos para animar a los niños a leer. Geisel, Eastman y Leaf escribieron libros diseñados para promover la responsabilidad personal, la conservación y el respeto por el multiculturalismo, mientras enseñaban y aceptaban la realidad de las diferencias de sexo. Algunas caracterizaciones raciales se consideran cuestionables hoy en día. Los personajes de Geisel eran a menudo retratados como rebeldes que mostraban independencia de criterio. Los personajes de Eastman, por otro lado, típicamente abrazaban la sabiduría de las figuras de autoridad. Los héroes de Leaf estaban en medio, y parecían más ambiguos hacia la independencia y la autoridad.

## Filmografía

### Private Snafu
Nota: Todos los cortos fueron creados para el Departamento de Guerra de EE. UU. y fueron creados por Warner Bros. Cartoons a menos que se indique lo contrario. Las películas, que se producen para el gobierno de EE.UU., son de dominio público. 
| Title                                           | Director      | Fecha de estreno                     | Nota | Video |
| ----------------------------------------------- | ------------- | ------------------------------------ | --- | ----- |
| Coming!! Snafu                                  | Chuck Jones   | 28 de junio de 1943                  | Piloto de Private Snafu |       |
| Gripes                                          | Friz Freleng  | 5 de julio de 1943                   | |       |
| Spies                                           | Chuck Jones   | 9 de agosto de 1943                  | |       |
| The Goldbrick                                   | Frank Tashlin | 13 de sep`tiembre de 1943            | |       |
| The Infantry Blues                              | Chuck Jones   | 20 de septiembre de 1943             | |       |
| Fighting Tools                                  | Bob Clampett  | 18 de octubre de 1943                | Cameo del Pato Lucas como Padre Pato. Un breve subtitular de periódico dice "Adolfo Hitler se suicida"; esto no sucederá hasta después de 18 meses.                    |       |
| The Home Front                                  | Frank Tashlin | 15 de noviembre de 1943              | |       |
| Rumors                                          | Friz Freleng  | 13 de diciembre de 1943              | |       |
| Booby Traps                                     | Bob Clampett  | 10 de enero de 1944                  | Primera aparición del chiste de la bomba musical "Endearing Young Charms", que se reutilizaría en dos cortos de Bugs Bunny, y dos cortos de Wile E.Coyote/Road Runner. |       |
| Snafuperman                                     | Friz Freleng  | 6 de marzo de 1944                   | |       |
| Private Snafu vs. Malaria Mike                  | Chuck Jones   | 27 de marzo de 1944                  | |       |
| A Lecture on Camouflage                         | Chuck Jones   | 24 de abril de 1944                  | |       |
| Gas                                             | Chuck Jones   | 29 de mayo de 1944                   | Bugs Bunny hace una aparición cameo, siendo sacado de la bolsa de la máscara de gas de Snafu.                                                                          |       |
| Going Home                                      | Chuck Jones   | 5 de junio de 1944                   | |       |
| The Chow Hound                                  | Frank Tashlin | 19 de junio de 1944                  | |       |
| Censored                                        | Frank Tashlin | 17 de julio de 1944                  | |       |
| Outpost                                         | Chuck Jones   | 28 de agosto de 1944                 | |       |
| Payday                                          | Friz Freleng  | 25 de septiembre de 1944             | |       |
| Target: Snafu                                   | Friz Freleng  | 23 de octubre de 1944                | |       |
| Three Brothers                                  | Friz Freleng  | 4 de diciembre de 1944               | Bugs Bunny hace una aparición en la escena en la que Fubar intenta escapar de los perros.                                                                              |       |
| In the Aleutians – Isles of Enchantment         | Chuck Jones   | 12 de febrero de 1945                | |       |
| It's Murder She Says                            | Chuck Jones   | 26 de febrero de 1945                | |       |
| Hot Spot                                        | Friz Freleng  | 2 de julio de 1945                   | |       |
| No Buddy Atoll                                  | Chuck Jones   | 8 de octubre de 1945                 | |       |
| Operation Snafu                                 | Friz Freleng  | 22 de diciembre de 1945              | |       |
| Secrets of the Caribbean                        | Chuck Jones   | Sin publicar (planeado para 1945...) | Película perdida |       |
| Private Snafu Presents Seaman Tarfu in the Navy | Hugh Harman   | 1946                                 | |       |
| A Hitch in Time                                 | Chuck Jones   | 1 de enero de 1955                   | |       |

### Algunos datos rápidos
Estrenados
| Título                                               | Fecha | Director     | Estudio           | Notas                             |
| ---------------------------------------------------- | ----- | ------------ | ----------------- | --------------------------------- |
| AIR & NAVY / China / Seguridad                       | 1944  | desconocido  | MGM               | Snafu aparece en el tercer acto.  |
| Soldado estadounidense / bala / diarrea y disentería | 1944  | desconocido  | MGM y UPA         | Snafu aparece en el tercer acto.  |
| USS Iowa / Brain / Zapatos                           | 1944  | desconocido  | MGM               | Snafu aparece en el tercer acto.  |
| Chaplin Corps / Accidentes / Gas                     | 1944  | desconocido  | MGM               | Snafu aparece en el segundo acto. |
| Votando por militares en el extranjero               | 1944  | desconocido  | Estudio de Disney |                                   |
| Enfermedad venérea                                   | 1944  | desconocido  | Estudio de Disney | Película perdida                  |
| Inflación                                            | 1945  | Osmond Evans | UPA               |                                   |
| Sobre el miedo                                       | 1945  | Osmond Evans | UPA               |                                   |
| Japón                                                | 1945  | Osmond Evans | UPA               |                                   |
| Préstamo                                             | 1945  | desconocido  | UPA               |                                   |
| Declaración de Derechos GI                           | 1946  | desconocido  | Estudio de Disney |                                   |

Además, Armas de Guerra (1945) fue planeada originalmente para ser parte de la serie Few Quick Facts pero fue dejada fuera. Además, Another Change (1945), producida por Disney, probablemente también se dejó fuera de la serie Few Quick Series
No producidos:
| Título                                            | Fecha                 | Director    | Estudio      |
| ------------------------------------------------- | --------------------- | ----------- | ------------ |
| Mop Up (Cómo sacar un japonés gordo de una cueva) | Planificado para 1946 | Tex Avery   | MGM          |
| Tuscarora                                         | Planificado para 1946 | Hugh Harman | Harman-Ising |

## Otras lecturas
- Birdwell, Michael (June 2005). «Technical fairy first class? Is this any way to Run an Army?: Private Snafu and World War II». Historical Journal of Film, Radio and Television 25 (2): 203-212. doi:10.1080/01439680500137953.
- Culbert, David H. (1976). «Walt Disney's Private Snafu: The Use of Humor in World War II Army Film». Prospects: An Annual Journal of American Culture 1: 81-96. doi:10.1017/S0361233300004300.
- Nel, P. (2007). «Children's Literature Goes to War: Dr. Seuss, P. D. Eastman, Munro Leaf, and the Private SNAFU Films (1943–46)». The Journal of Popular Culture 40 (3): 468-487. doi:10.1111/j.1540-5931.2007.00404.x.